# 姫路市自然観察の森

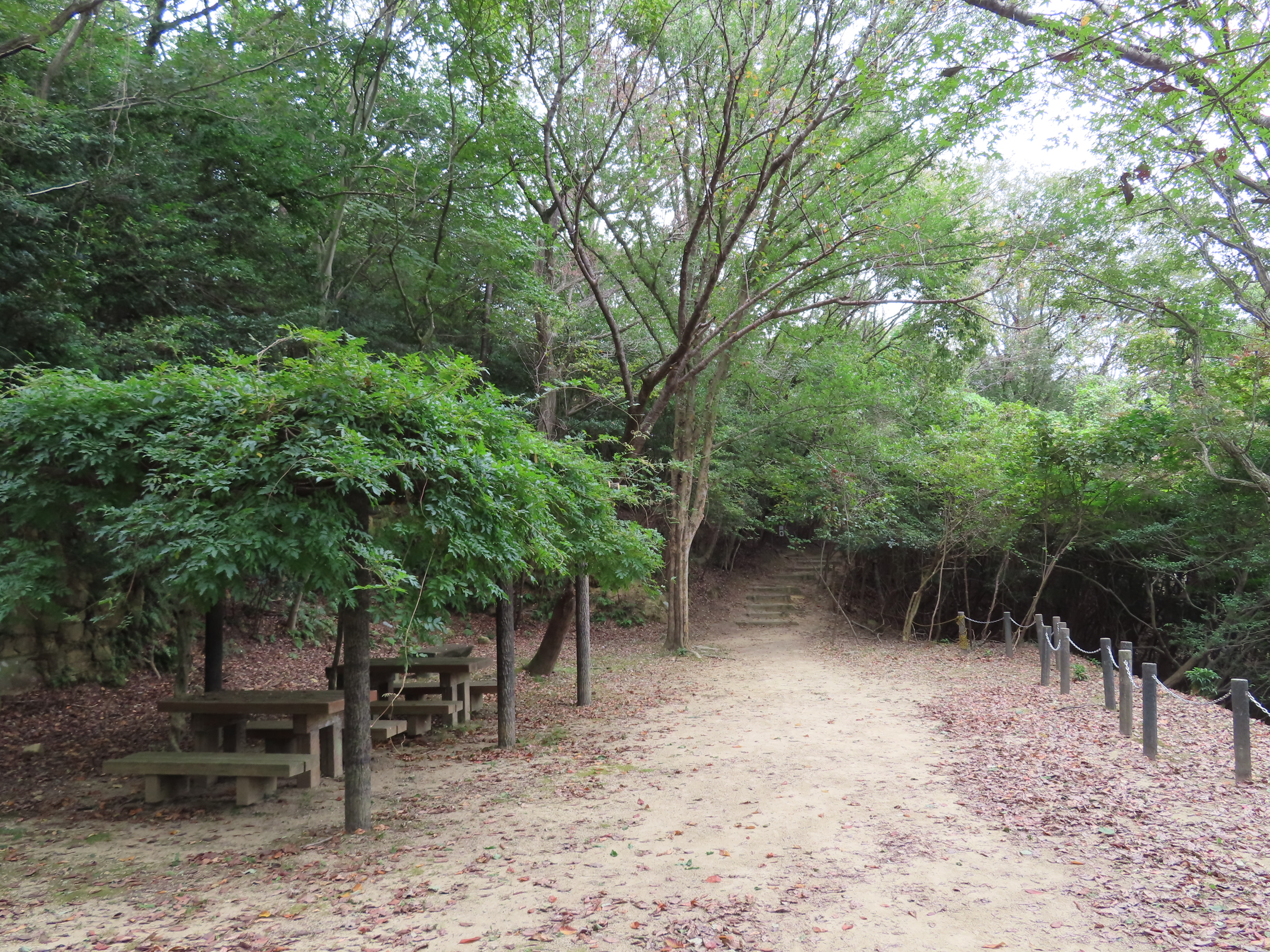
園内（2023年10月）

姫路市自然観察の森（ひめじししぜんかんさつのもり）は、兵庫県姫路市にある、自然観察や環境教育を行う施設。
自然保護教育を推進することを目的に1984年から始まった環境庁（現・環境省）の「自然観察の森」整備事業の一環として1987年に開園した。「自然観察の森」としては横浜自然観察の森に次いで2番目の開園である。
姫路市北西部の「桜山エリア」に位置し、近隣には日本最大級プラネタリウムがある総合科学館「姫路科学館」、兵庫県の所管する大型児童館（A型児童館）「兵庫県立こどもの館」、天体観測施設をもつ科学系児童館（B型児童館）「星の子館」などがある。桜山エリアの各施設はプログラム等を共同で行うなど協力関係にある。

## 施設概要
ネイチャーセンター

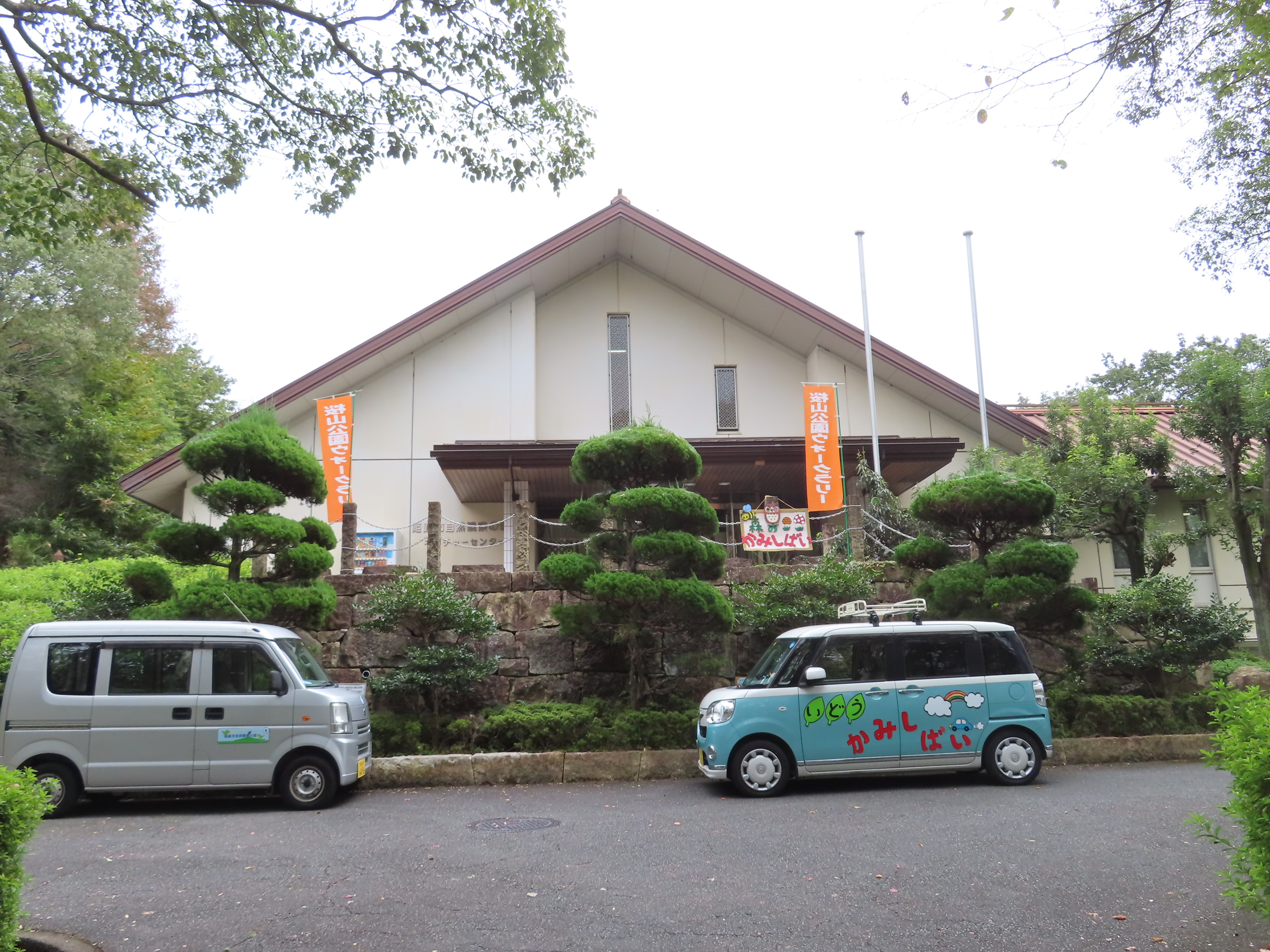
ネイチャーセンター（2023年10月）

当園の中心施設であり管理事務所を兼ねる。開館時間は9:00 - 16:30で、月曜（祝日の場合は翌日）と年末年始は休館。以下は公式HPの記載による。
- 事務室
- エントランス - 園内の情報掲示
- 多目的ルーム（旧・視聴覚室）
- 展示コーナー
- 図書コーナー
- モンテッソーリコーナー - 教具を設置
- 展望デッキ
- 工作室

園内
総延長は約8キロメートル。入口はネイチャーセンターのある正面側と、JR太市駅・兵庫県道5号姫路上郡線から入る「北山」入口、JR余部駅・兵庫県立姫路飾西高等学校の裏手側から入る「余部」入口の計3か所。最高点の標高は180メートル。園内に6か所の四阿、2か所の観察小屋がある。「桜山」の名の通り、園内にはヤマザクラの大木が多く見られる。

## 交通アクセス
いずれもネイチャーセンター側の中央駐車場への経路。
- JR 姫路駅から神姫バス「自然観察の森」下車、ネイチャーセンターまで徒歩5分
- 山陽自動車道山陽姫路西インターチェンジから姫路西バイパスに入り、相野出屋敷ランプから側道を経て市道白鳥15号線に入る。
- 姫路バイパス 太子東ランプから国道2号方面に入り、「青山西」交差点を左折、道なりに進み姫路市立青山小学校方面へ。